# La Genétouze
La Genétouze é uma comuna francesa na região administrativa da Nova Aquitânia, no departamento de Charente-Maritime. Estende-se por uma área de 37,03 km². Em 2010 a comuna tinha 238 habitantes (densidade: 6,4 hab./km²).